# Трієстіна
«Трієстина» (італ. Triestina) — професійний італійський футбольний клуб з міста Трієст. Виступає в Серії D Італії. Домашні матчі проводить на стадіоні «Нерео Рокко», який вміщує 32 454 глядачі.

## Історія
Футбольний клуб «Трієстина» створено 1918 року злиттям двох місцевих команд: «Понціани» та «Трієста». Клуб уперше досяг Серії В у 1924 році. Команда зуміла уникнути вильоту в першому сезоні новоствореної Серії А, де стабільно виступала аж до 1956 року. У ті часи назва команди неодмінно асоціювалася з ім'ям її вихованця Нерео Рокко, який грав за «Трієстину» з 1930 по 1937 рік. Він став першим в історії клубу гравцем, якого викликали до лав національної збірної Італії. У 1947 році Рокко повернувся до клубу вже як тренер і завоював з командою срібні медалі чемпіонату Італії в сезоні 1947-48, пропустивши вперед лише «Торіно» та набравши однакову кількість очок з «Ювентусом» і «Міланом». Поки що це досягнення залишається найвищим в історії клубу.
У 1950 році Рокко на посаді тренера змінив Бела Гуттманн, з яким команда у сезоні 1950-51 уникла вильоту лише в останній ігровий день. Наступний сезон теж був непростим, і «Трієстина» залишилась у вищому дивізіоні завдяки двом перемогам у плей-офф над «Луккезе» та «Брешією». В сезоні 1952-53 за «Трієстину» в Серії А дебютував молодий Чезаре Мальдіні. У 1953 році до клубу повернулась його легенда — Рокко. Проте на посаді тренера він затримався ненадовго і був звільнений після 21 гри через незадовільні результати. Три сезони завершувала «Трієстина» в середині турнірної таблиці перед тим як уперше в історії понизитися в класі у 1957 році. Через рік команда повернулась до Серії А, проте не змогла втриматися довше ніж на сезон. Кампанія 1958-59 стала для клубу останньою, проведеною у вищому дивізіоні.
Вперше клуб понизився до Серії С у 1961 році, вдруге — у 1965-му, а потім навіть до Серії D у 1971-му. У 1976 році команда повернулася до Серії С, а в 1983-му — до Серії В, де провела декілька сезонів доки знов не понизилася у класі у 1988 році.
У 1994 році клуб змушений був закритися через фінансові труднощі, проте в тому ж році його діяльність було відновлено силами Джорджіо Дель Сабато. Команда розпочала виступи у Серії D.
25 січня 2012 року «Трієстина» була визнана банкрутом судом Трієсту. У сезоні 2011-12 клуб опустився з Лега Про Пріма Дівізіоне у Лега Про Секонда Дівізіоне. 19 червня «Трієстина» остаточно оголосила про банкрутство і розпустила команду. Незабаром 31 липня того ж року було створено нову організацію Unione Triestina 2012 Società Sportiva Dilettantistica, і відновлена «Трієстина» почала виступати в дивізіоні Еччеленца завдяки статті № 52 правил Італійської федерації футболу.

## Досягнення
- Чемпіонат Італії:
  - Срібний призер (1): 1947-48